# Ruteverken
AB Ruteverken var en svensk cementfabrik i Valleviken på Gotland.
Ruteverken grundades 1916 som Gotländska Cementaktiebolaget Rute och hette 1920-1933 Vallevikens Cementfabrik AB.
Fabriken började byggas strax efter att Slite cementfabrik stod klar 1917.
Som mest hade företaget 300 anställda. Arendt de Jounge var vd från 1936, samtidigt som han var vd för Slite Cement och Kalk AB.
Fabriken lades ned 1947, varefter den revs.